# Devean George
Devean Jamar George (Minneapolis, 29 agosto 1977) è un ex cestista statunitense, professionista nella NBA.

## Carriera
È stato selezionato dai Los Angeles Lakers al primo giro del Draft NBA 1999 (23ª scelta assoluta).

## Statistiche

### NBA

#### Regular Season
| Anno       | Squadra          | PG  | PT  | MP   | TC%  | 3P%  | TL%  | RP  | AP  | PRP | SP  | PP  |
| ---------- | ---------------- | --- | --- | ---- | ---- | ---- | ---- | --- | --- | --- | --- | --- |
| 1999-2000† | L.A. Lakers      | 49  | 1   | 7,0  | 38,9 | 34,0 | 65,9 | 1,5 | 0,2 | 0,2 | 0,1 | 3,2 |
| 2000-2001† | L.A. Lakers      | 59  | 1   | 10,1 | 30,9 | 22,1 | 70,9 | 1,9 | 0,3 | 0,3 | 0,3 | 3,1 |
| 2001-2002† | L.A. Lakers      | 82  | 1   | 21,5 | 41,1 | 37,1 | 67,5 | 3,7 | 1,4 | 0,9 | 0,5 | 7,1 |
| 2002-2003  | L.A. Lakers      | 71  | 7   | 22,7 | 39,0 | 37,1 | 79,0 | 4,0 | 1,3 | 0,8 | 0,5 | 6,9 |
| 2003-2004  | L.A. Lakers      | 82  | 48  | 23,8 | 40,8 | 34,9 | 76,0 | 4,0 | 1,4 | 1,0 | 0,5 | 7,4 |
| 2004-2005  | L.A. Lakers      | 15  | 3   | 20,4 | 35,6 | 36,2 | 75,0 | 3,5 | 0,9 | 0,5 | 0,1 | 7,3 |
| 2005-2006  | L.A. Lakers      | 71  | 5   | 21,7 | 40,0 | 31,3 | 67,4 | 3,9 | 1,0 | 0,9 | 0,5 | 6,3 |
| 2006-2007  | Dallas Mavericks | 60  | 17  | 21,4 | 39,5 | 35,3 | 75,0 | 3,6 | 0,6 | 0,8 | 0,4 | 6,4 |
| 2007-2008  | Dallas Mavericks | 53  | 4   | 15,5 | 35,7 | 32,4 | 70,6 | 2,6 | 0,7 | 0,4 | 0,2 | 3,7 |
| 2008-2009  | Dallas Mavericks | 43  | 17  | 16,5 | 38,0 | 28,9 | 77,3 | 1,8 | 0,3 | 0,5 | 0,3 | 3,4 |
| 2009-2010  | G.S. Warriors    | 45  | 4   | 16,9 | 43,2 | 39,0 | 69,6 | 2,5 | 0,7 | 0,9 | 0,2 | 5,4 |
| Carriera   | Carriera         | 630 | 108 | 18,5 | 39,2 | 34,3 | 72,1 | 3,1 | 0,9 | 0,7 | 0,4 | 5,6 |

#### Playoffs
| Anno     | Squadra          | PG | PT | MP   | TC%  | 3P%  | TL%  | RP  | AP  | PRP | SP  | PP  |
| -------- | ---------------- | -- | -- | ---- | ---- | ---- | ---- | --- | --- | --- | --- | --- |
| 2000†    | L.A. Lakers      | 9  | 0  | 5,0  | 36,8 | 20,0 | 54,5 | 1,1 | 0,2 | 0,1 | 0,0 | 2,4 |
| 2001†    | L.A. Lakers      | 7  | 0  | 3,9  | 50,0 | 50,0 | 50,0 | 0,7 | 0,1 | 0,0 | 0,0 | 2,0 |
| 2002†    | L.A. Lakers      | 19 | 0  | 17,2 | 36,5 | 22,9 | 73,3 | 3,6 | 0,6 | 0,6 | 0,5 | 5,0 |
| 2003     | L.A. Lakers      | 11 | 7  | 28,9 | 44,9 | 33,3 | 88,9 | 4,5 | 2,2 | 1,0 | 0,4 | 8,0 |
| 2004     | L.A. Lakers      | 22 | 19 | 21,4 | 43,0 | 37,3 | 65,0 | 2,3 | 0,5 | 1,0 | 0,4 | 5,5 |
| 2006     | L.A. Lakers      | 7  | 0  | 17,3 | 38,2 | 42,9 | 40,0 | 2,3 | 0,6 | 0,6 | 0,1 | 5,3 |
| 2007     | Dallas Mavericks | 6  | 1  | 18,2 | 20,0 | 25,0 | 80,0 | 3,0 | 0,7 | 1,0 | 0,3 | 3,5 |
| 2008     | Dallas Mavericks | 5  | 0  | 12,4 | 39,3 | 33,3 | 60,0 | 3,0 | 0,0 | 0,4 | 0,4 | 5,8 |
| Carriera | Carriera         | 86 | 27 | 17,2 | 39,5 | 32,6 | 67,5 | 2,7 | 0,7 | 0,7 | 0,3 | 5,0 |

## Palmarès
- Campionato NBA: 3

Los Angeles Lakers: 2000, 2001, 2002